# جنگ نهر
جنگ نهر یا کریک (انگلیسی: Creek War) (۱۸۱۳–۱۸۱۴) که به جنگ چوب سرخ یا چوب‌دست سرخ و جنگ داخلی نهر نیز مشهور است جنگی محلی بین گروه‌های مخالف همدیگر کریک، امپراطوریهای اروپایی و ایالات متحده بود که به‌طور کلی در آلابامای امروزی و در امتداد ساحل خلیج رخ داد. عمده اختلافات جنگ بین نیروهای شبه‌نظامی ایالتی و کریک‌های «چوب سرخ» آغاز شد.
جنگ کریک بخشی از جنگ‌های سرخ‌پوستان می‌باشد که از ۱۶۲۲ به مدت ۳ تا ۴ قرن طول کشید. این جنگ معمولاً به عنوان بخشی از جنگ ۱۸۱۲ شمرده می‌شود زیرا تحت تأثیر نبرد تکامسه در شمال غرب قدیم بود، همزمان بود با جنگ آمریکایی-بریتانیایی پس از استقلال از استعمار و شرکت‌کنندگان بسیاری را درگیر کرد، چوب سرخی‌ها خواستار حمایت بریتانیا شده بودند و به الکساندر کاکرین کمک کردند که به سمت نیواورلئانز پیشروی کند.
جنگ کریک با اختلافی داخلی در بین کنفدراسیون کریک آغاز شد، اما نیروهای شبه‌نظامی سفید سریعاً درگیر آن شدند. تجار بریتانیایی فلوریدا درست مثل دولت اسپانیایی به خاطر منافع مشترکشان با چوب سرخی‌ها برای جلوگیری از گسترش ایالات متحده به منطقه آنها، آنها را با سلاح گرم و تدارکات تأمین می‌کردند.
جنگ به‌طور مؤثر با معاهده قلعه جکسون در اوت ۱۸۱۴ تمام شد جایی که ژنرال اندرو جکسون از شمال، ائتلاف ایالت‌های متحد جدایی‌طلب کریکی جنوبی را مجبور کرد که بیش از ۲۱ میلیون جریب فرنگی معادل ۸۴۹۸۴ کیلومتر مربع را به دولت واگذار کنند که امروزه جرجیای جنوبی و آلابامای مرکزی را تشکیل می‌دهد. این زمین‌ها هم از متحدان کریک گرفته شد هم از چوب سرخی‌ها (طرفین آغاز جنگ داخلی).
همین ایالت‌های جنوبی که با امپراطوری‌های اروپایی متحد شده بودند چند دهه بعد به عنوان حامیان برده‌داری و مخالف قانون لغو برده‌داری وارد جنگ داخلی با شمالی‌ها شدند.
.